# Artūras Žulpa
Artūras Žulpa (Vilnius, 10 giugno 1990) è un calciatore lituano, centrocampista del TransINVEST.

## Carriera

### Club
Ha giocato nella massima serie del campionato lituano con varie squadre.
Ha militato nello Jetisw in Kazakistan per poi svincolarsi dopo 14 presenze ed 1 gol.
Nel mercato invernale del 2021 approda al Siena in Serie D. Esordisce in bianconero il 7 febbraio, giocando titolare, nella sconfitta esterna contro la Sinalunghese, venendo espulso al minuto 75 per doppia ammonizione. Il successivo 5 marzo, dopo una sola presenza, arriva la rescissione del contratto da parte dei bianconeri.

### Nazionale
Ha esordito con la Nazionale lituana il 7 giugno 2013 in Lituania-Grecia (0-1).

## Statistiche

### Cronologia presenze e reti in nazionale
| Cronologia completa delle presenze e delle reti in nazionale ― Lituania | Cronologia completa delle presenze e delle reti in nazionale ― Lituania | Cronologia completa delle presenze e delle reti in nazionale ― Lituania | Cronologia completa delle presenze e delle reti in nazionale ― Lituania | Cronologia completa delle presenze e delle reti in nazionale ― Lituania | Cronologia completa delle presenze e delle reti in nazionale ― Lituania | Cronologia completa delle presenze e delle reti in nazionale ― Lituania | Cronologia completa delle presenze e delle reti in nazionale ― Lituania |
| Data                                                                    | Città                                                                   | In casa                                                                 | Risultato                                                               | Ospiti                                                                  | Competizione                                                            | Reti                                                                    | Note                                                                    |
| ----------------------------------------------------------------------- | ----------------------------------------------------------------------- | ----------------------------------------------------------------------- | ----------------------------------------------------------------------- | ----------------------------------------------------------------------- | ----------------------------------------------------------------------- | ----------------------------------------------------------------------- | ----------------------------------------------------------------------- |
| 7-6-2013                                                                | Vilnius                                                                 | Lituania                                                                | 0 – 1                                                                   | Grecia                                                                  | Qual. Mondiali 2014                                                     | -                                                                       | 73’                                                                     |
| 29-5-2014                                                               | Ventspils                                                               | Finlandia                                                               | 0 – 1                                                                   | Lituania                                                                | Coppa del Baltico 2014                                                  | -                                                                       | 55’                                                                     |
| 31-5-2014                                                               | Liepāja                                                                 | Lettonia                                                                | 1 – 0                                                                   | Lituania                                                                | Coppa del Baltico 2014                                                  | -                                                                       |                                                                         |
| 6-6-2014                                                                | Danzica                                                                 | Polonia                                                                 | 2 – 1                                                                   | Lituania                                                                | Amichevole                                                              | -                                                                       |                                                                         |
| 3-9-2014                                                                | Linz                                                                    | Emirati Arabi Uniti                                                     | 1 – 1                                                                   | Lituania                                                                | Amichevole                                                              | -                                                                       | 59’                                                                     |
| 12-10-2014                                                              | Vilnius                                                                 | Lituania                                                                | 0 – 2                                                                   | Slovenia                                                                | Qual. Euro 2016                                                         | -                                                                       |                                                                         |
| 15-11-2014                                                              | San Gallo                                                               | Svizzera                                                                | 4 – 0                                                                   | Lituania                                                                | Qual. Euro 2016                                                         | -                                                                       |                                                                         |
| 18-11-2014                                                              | Kiev                                                                    | Ucraina                                                                 | 0 – 0                                                                   | Lituania                                                                | Amichevole                                                              | -                                                                       |                                                                         |
| 27-3-2015                                                               | Londra                                                                  | Inghilterra                                                             | 4 – 0                                                                   | Lituania                                                                | Qual. Euro 2016                                                         | -                                                                       |                                                                         |
| 14-6-2015                                                               | Vilnius                                                                 | Lituania                                                                | 1 – 2                                                                   | Svizzera                                                                | Qual. Euro 2016                                                         | -                                                                       | 61’                                                                     |
| 5-9-2015                                                                | Tallinn                                                                 | Estonia                                                                 | 1 – 0                                                                   | Lituania                                                                | Qual. Euro 2016                                                         | -                                                                       |                                                                         |
| 8-9-2015                                                                | Vilnius                                                                 | Lituania                                                                | 2 – 1                                                                   | San Marino                                                              | Qual. Euro 2016                                                         | -                                                                       |                                                                         |
| 9-10-2015                                                               | Lubiana                                                                 | Slovenia                                                                | 1 – 1                                                                   | Lituania                                                                | Qual. Euro 2016                                                         | -                                                                       |                                                                         |
| 12-10-2015                                                              | Vilnius                                                                 | Lituania                                                                | 0 – 3                                                                   | Inghilterra                                                             | Qual. Euro 2016                                                         | -                                                                       |                                                                         |
| 23-3-2016                                                               | Giurgiu                                                                 | Romania                                                                 | 1 – 0                                                                   | Lituania                                                                | Amichevole                                                              | -                                                                       |                                                                         |
| 26-3-2016                                                               | Mosca                                                                   | Russia                                                                  | 3 – 0                                                                   | Lituania                                                                | Amichevole                                                              | -                                                                       |                                                                         |
| 6-6-2016                                                                | Cracovia                                                                | Polonia                                                                 | 0 – 0                                                                   | Lituania                                                                | Amichevole                                                              | -                                                                       | 90’                                                                     |
| 4-9-2016                                                                | Vilnius                                                                 | Lituania                                                                | 2 – 2                                                                   | Slovenia                                                                | Qual. Mondiali 2018                                                     | -                                                                       | 76’                                                                     |
| 8-10-2016                                                               | Glasgow                                                                 | Scozia                                                                  | 1 – 1                                                                   | Lituania                                                                | Qual. Mondiali 2018                                                     | -                                                                       | 66’                                                                     |
| 11-10-2016                                                              | Vilnius                                                                 | Lituania                                                                | 2 – 0                                                                   | Malta                                                                   | Qual. Mondiali 2018                                                     | -                                                                       |                                                                         |
| 11-11-2016                                                              | Trnava                                                                  | Slovacchia                                                              | 4 – 0                                                                   | Lituania                                                                | Qual. Mondiali 2018                                                     | -                                                                       | 33’                                                                     |
| 22-3-2017                                                               | Ústí nad Labem                                                          | Rep. Ceca                                                               | 3 – 0                                                                   | Lituania                                                                | Amichevole                                                              | -                                                                       | 60’                                                                     |
| 26-3-2017                                                               | Londra                                                                  | Inghilterra                                                             | 2 – 0                                                                   | Lituania                                                                | Qual. Mondiali 2018                                                     | -                                                                       | 59’                                                                     |
| 1-9-2017                                                                | Vilnius                                                                 | Lituania                                                                | 0 – 3                                                                   | Scozia                                                                  | Qual. Mondiali 2018                                                     | -                                                                       | 68’                                                                     |
| 8-10-2017                                                               | Vilnius                                                                 | Lituania                                                                | 0 – 1                                                                   | Inghilterra                                                             | Qual. Mondiali 2018                                                     | -                                                                       |                                                                         |
| 24-3-2018                                                               | Tbilisi                                                                 | Georgia                                                                 | 4 – 0                                                                   | Lituania                                                                | Amichevole                                                              | -                                                                       | 46’                                                                     |
| 27-3-2018                                                               | Erevan                                                                  | Armenia                                                                 | 0 – 1                                                                   | Lituania                                                                | Amichevole                                                              | -                                                                       | 71’                                                                     |
| 8-6-2018                                                                | Mosca                                                                   | Lituania                                                                | 0 – 1                                                                   | Iran                                                                    | Amichevole                                                              | -                                                                       |                                                                         |
| 7-9-2018                                                                | Vilnius                                                                 | Lituania                                                                | 0 – 1                                                                   | Serbia                                                                  | UEFA Nations League 2018-2019 - 1º turno                                | -                                                                       |                                                                         |
| 10-9-2018                                                               | Podgorica                                                               | Montenegro                                                              | 2 – 0                                                                   | Lituania                                                                | UEFA Nations League 2018-2019 - 1º turno                                | -                                                                       |                                                                         |
| 11-10-2018                                                              | Vilnius                                                                 | Lituania                                                                | 1 – 2                                                                   | Romania                                                                 | UEFA Nations League 2018-2019 - 1º turno                                | 1                                                                       |                                                                         |
| 14-10-2018                                                              | Vilnius                                                                 | Lituania                                                                | 1 – 4                                                                   | Montenegro                                                              | UEFA Nations League 2018-2019 - 1º turno                                | -                                                                       |                                                                         |
| 17-11-2018                                                              | Ploiești                                                                | Romania                                                                 | 3 – 0                                                                   | Lituania                                                                | UEFA Nations League 2018-2019 - 1º turno                                | -                                                                       |                                                                         |
| 20-11-2018                                                              | Belgrado                                                                | Serbia                                                                  | 4 – 1                                                                   | Lituania                                                                | UEFA Nations League 2018-2019 - 1º turno                                | -                                                                       | 86’                                                                     |
| 22-3-2019                                                               | Lussemburgo                                                             | Lussemburgo                                                             | 2 – 1                                                                   | Lituania                                                                | Qual. Euro 2020                                                         | -                                                                       | 56’                                                                     |
| 7-9-2019                                                                | Vilnius                                                                 | Lituania                                                                | 0 – 3                                                                   | Ucraina                                                                 | Qual. Euro 2020                                                         | -                                                                       |                                                                         |
| 10-9-2019                                                               | Vilnius                                                                 | Lituania                                                                | 1 – 5                                                                   | Portogallo                                                              | Qual. Euro 2020                                                         | -                                                                       | 69’                                                                     |
| 11-10-2019                                                              | Kiev                                                                    | Ucraina                                                                 | 2 – 0                                                                   | Lituania                                                                | Qual. Euro 2020                                                         | -                                                                       | 57’                                                                     |
| 14-10-2019                                                              | Vilnius                                                                 | Lituania                                                                | 1 – 2                                                                   | Serbia                                                                  | Qual. Euro 2020                                                         | -                                                                       | 56’                                                                     |
| Totale                                                                  |                                                                         | Presenze                                                                | 39                                                                      |                                                                         | Reti                                                                    | 1                                                                       |                                                                         |

## Palmarès

### Club

#### Competizioni nazionali
- Campionato lituano: 2

Žalgiris: 2013, 2014
- Coppa di Lituania: 2

Žalgiris: 2012-2013, 2013-2014